# Ephutinae
Ephutinae — подсемейство ос-немок (Бархатные муравьи, Velvet ants) из семейства Mutillidae отряда Перепончатокрылые насекомые.

## Описание
Около 10 родов. В Палеарктике 1 вид на Дальнем Востоке (Yamanetilla nipponica (Tsuneki, 1972), Япония). Самка осы-немки пробирается в чужое гнездо и откладывает яйца на личинок хозяина, которыми кормятся их собственные личинки.
Существуют разные взгляды на ранг и состав группы. Некоторые авторы включают Ephutini в ранге трибы в состав подсемейства Mutillinae, или в ранге подтрибы Ephutina в трибе Mutillini.
- Триба Odontomutillini Lelej, 1983
  - Odontomutilla Ashmead, 1899
  - Odontomyrme Lelej, 1983
    - Odontomyrme rasnitsyni Lelej, 2021

  - Yamanetilla Lelej, 1996

- Триба Ephutini Ashmead, 1903
  - Ephuamelia Casal, 1968
  - Ephuta Say, 1836(=Rhoptromutilla André, 1903) — более 70 видов
  - Ephuchaya Casal, 1968
  - Ephusuarezia Casal, 1968
  - Xenochile Schuster, 1957